# Потоцкий, Винцент
Винцент Потоцкий (1740—1825) — государственный и военный деятель Речи Посполитой, последний подкоморий великий коронный (1773—1796), генерал-лейтенант коронных войск (1775), староста любельский, шеф полка королевской гвардии, коллекционер произведений искусства.

## Биография
Представитель знатного польского магнатского рода Потоцких герба «Пилява». Младший сын воеводы смоленского Станислава Потоцкого (1698—1760) и Хелены Замойской (ум. 1761). Братья — староста галицкий Антоний, староста снятынский Пётр, кравчий великий коронный Юзеф, староста лежайский Франтишек Ксаверий.
Пан на Бродах и Збаражском княжестве. В 1773 году Винцент Потоцкий получил должность подкомория великого коронного, которую занимал вплоть до ликвидации Речи Посполитой. В 1775 году — генерал-лейтенант коронных войск.
В 1784 году германский император Иосиф II пожаловал Винценту Потоцкому титул князя Священной Римской империи при условии создания ординации. Однако Винцент Потоцкий этого не сделал, и назначение не вступило в силу. В 1785 году был избран великим магистром масонской ложи в Галиции.

## Семья
Был трижды женат. Его первой женой стала Урсула Замойская (1757—1816), дочь воеводы подольского Яна Якуба Замойского (1716—1790) и Людвики Марии Понятовской (1728—1781). Брак был бездетным, и в 1781 году супруги развелись.
В 1787 году вторично женился на Анне Мыцельской, с которой развелся в 1791 году. Их сын Франтишек Станислав Юзеф (1788—1853) — российский тайный советник и сенатор, президент герольдии Царства Польского.
В 1792 году в третий раз женился на княжне Хелене Аполонии Масальской (1763—1815), дочери подскарбия надворного литовского, князя Юзефа Адриана Масальского (1726—1765), и Антонины Радзивилл (1730—1764), вдове полковника австрийской армии принца Жозефа де Линя. В браке имели двух сыновей и дочь, умерших в детстве.